# Antheuil
Antheuil település Franciaországban, Côte-d’Or megyében. Lakosainak száma 62 fő (2022. január 1.). Antheuil Saint-Jean-de-Bœuf, Aubaine, Veuvey-sur-Ouche, Bouilland és Détain-et-Bruant községekkel határos.

## Népesség
A település népességének változása:
| Lakosok száma | 51   | 46   | 53   | 66   | 62   | 60   | 60   | 62   | 62   | 62   |
|               | 1968 | 1982 | 1990 | 2006 | 2013 | 2015 | 2017 | 2019 | 2020 | 2022 |